# Rafael Martins
Clecildo Rafael Martins de Souza Ladislau (Santos, 17 maart 1989) is een Braziliaans voetballer die bij voorkeur als aanvaller speelt. Hij tekende in 2014 een contract bij Levante UD.

## Clubcarrière
Rafael Martins speelde in de jeugd voor Audax São Paulo, CA Juventus, SC Internacional en Grêmio. Audax leende hem uit aan Grêmio, het tweede elftal van Real Zaragoza, Grêmio Barueri, ABC, Chapecoense en Vitória Setúbal. Tijdens het seizoen 2013/14 maakte de Braziliaan zestien doelpunten in 28 competitiewedstrijden voor Vitória Setúbal in de Primeira Liga. Op 18 juli 2014 tekende hij een driejarig contract bij het Spaanse Levante UD. Op 24 augustus 2014 debuteerde Martins voor zijn nieuwe club, in een thuiswedstrijd tegen Villarreal CF. Op 8 december 2014 maakte hij zijn eerste doelpunt in de Primera División, in een thuiswedstrijd tegen Getafe CF.